# Angolszász országok
Angolszász országok alatt értjük azokat az államokat, országokat, amelyekben a hivatalos nyelv az angol, és amelyeknek a lakossága meghatározó részben a Brit-sziget középkori lakóinak, az angolszászoknak a leszármazottja.
Angolszász államok:
- Egyesült Királyság
- Amerikai Egyesült Államok
- Ausztrália
- Új-Zéland

Részben angolszász államok:
- Kanada
- Írország
- Málta
- India
- Dél-afrikai Köztársaság